# Catocala likiangenis
Catocala likiangenis là một loài bướm đêm trong họ Erebidae.